# يي يي
يي يي هو فيلم دراما تايواني من تأليف وإخراج إدوارد يانغ وبطولة وو نيان جين، إيلاين جين وجوناثان تشانغ.

## وصلات خارجية
- يي يي على موقع IMDb (الإنجليزية)
- يي يي على موقع ميتاكريتيك (الإنجليزية)
- يي يي على موقع الموسوعة البريطانية (الإنجليزية)
- يي يي على موقع روتن توميتوز (الإنجليزية)
- يي يي على موقع نتفليكس (الإنجليزية)
- يي يي على موقع ألو سيني (الفرنسية)
- يي يي على موقع Turner Classic Movies (الإنجليزية)
- يي يي على موقع أول موفي (الإنجليزية)
- يي يي على موقع فيلمافينيتي (الإسبانية)
- يي يي على موقع قاعدة بيانات الأفلام السويدية (السويدية)